# Грац, Юрий Владимирович
Юрий Владимирович Грац (род. 8 декабря 1948, Москва) — российский физик-теоретик, заслуженный профессор МГУ. Кандидат физико-математических наук (1975). Доктор физико-математических наук (1995). Ученик профессора Д.В. Гальцова. Профессор кафедры теоретической физики физического факультета (1998), заслуженный профессор МГУ (2014).
Область научных интересов: классическая и квантовая теория поля в искривленном пространстве-времени, гравитация, космология.
Тема кандидатской диссертации: «Гравитационное излучение релятивистских источников». Тема докторской диссертации: «Нелокальные эффекты в теории гравитационного взаимодействия».
Читает курсы:
- механика сплошных сред
- теоретическая механика у астрономов